# Źródło (obraz Jeana-Auguste’a-Dominique’a Ingres’a)
Źródło (fr. La Source) – obraz olejny Jeana-Auguste’a-Dominique’a Ingres’a, obecnie przechowywany w Musée d’Orsay w Paryżu.

## Opis
Źródło jest jednym z najdłużej malowanych dzieł Ingres’a. Zostało rozpoczęte w 1820 roku podczas pobytu mistrza we Florencji. Tam przez cztery lata autor studiował malarstwo renesansowe, co widoczne jest na obrazie w giętkich liniach i jasnej karnacji postaci. Ukończenie obrazu nastąpiło w 1856 roku przy asyście jego uczniów Alexandre’a Legoffe'a i Jean-Paul-Etienne'a Balze'a i zostało zaprezentowane w pracowni mistrza niewielkiej grupie przyjaciół. Dopiero później zostało pokazane szerszej publiczności, stając się inspiracją dla pisarzy i poetów.
Obraz uważany jest za przykład klasycyzmu. Ingres przekładał wyższość linii nad kolorem, czym przeciwstawiał się zasadom malarstwa romantycznego, gdzie przedmioty były pozbawione wyraźnych konturów.
Przedstawiona postać, jak i jej klasyczna poza, personifikuje nagą kobietę w postaci Wenus Anadyomene, ukazaną przez Sandra Botticellego na obrazie Narodziny Wenus. Motywy mitologiczne pozwalały na pokazanie przez malarzy aktu kobiecego.

Sandro Botticelli, Narodziny Wenus,
ok. 1484, Florencja, Uffizi

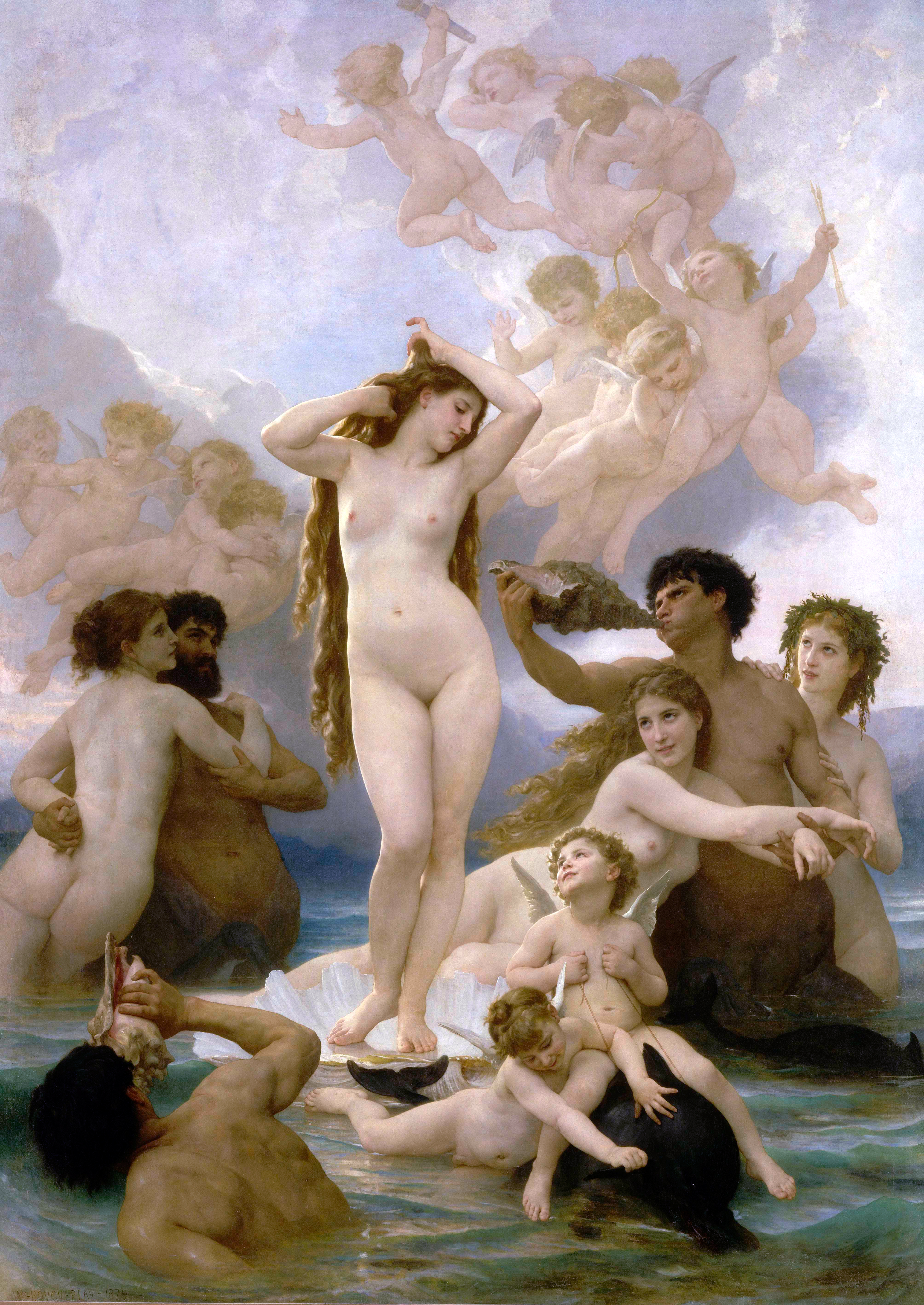
William-Adolphe Bouguereau,
Narodziny Wenus (1879)

Boginie Wenus i odaliski Ingres malował kilkakrotnie, kładąc nacisk głównie na oryginalne pozy modelek i arabeskowe linie, odchodząc jednocześnie od wiernego przedstawiania anatomii. Przykładem tego może być postać przedstawiona na obrazie Wielka odaliska.

## Nawiązania
Gładka karnacja kobiety daje złudzenie posągu. Taki styl malowania znalazł wielu naśladowców, głównie widoczny w dziełach uczniów Ingres’a, gdzie sceny mitologiczne i akty są wyidealizowane, a detale wiernie odtworzone. Przykładem tego mogą być: obraz Williama Adolphe’a Bouguereau pt. Narodziny Wenus z 1879 roku (obecnie w Musée d’Orsay), czy obraz Georges’a Seurata Angelica (według Ingres’a), z 1878 roku (w zbiorach prywatnych).
Irlandzki pisarz George Augustus Moore w swojej książce Confessions of a Young Man posłużył się Źródłem jako punktem wyjścia rozważań o moralności w sztuce, pisząc: „Na ile dbam o to, że ceną zapłaconą za Źródło Ingres’a była cnota pewnej szesnastoletniej panienki? To, że modelka zmarła w przytułku od pijaństwa i chorób, jest niczym w porównaniu z podstawową potrzebą dysponowania Źródłem, prześlicznym snem o niewinności, ażeby myśleć o nim, aż moja dusza rozchoruje się z zachwytu nad świętą wizją malarza. Co więcej, wiedza o tym, że zło zostało uczynione – że (…) dziewczę, albo tysiąc dziewcząt, zmarło w przytułku za tę jedną dziewiczą rzecz – stanowi dodatkową przyjemność, której nie potrafiłbym sobie odmówić”.

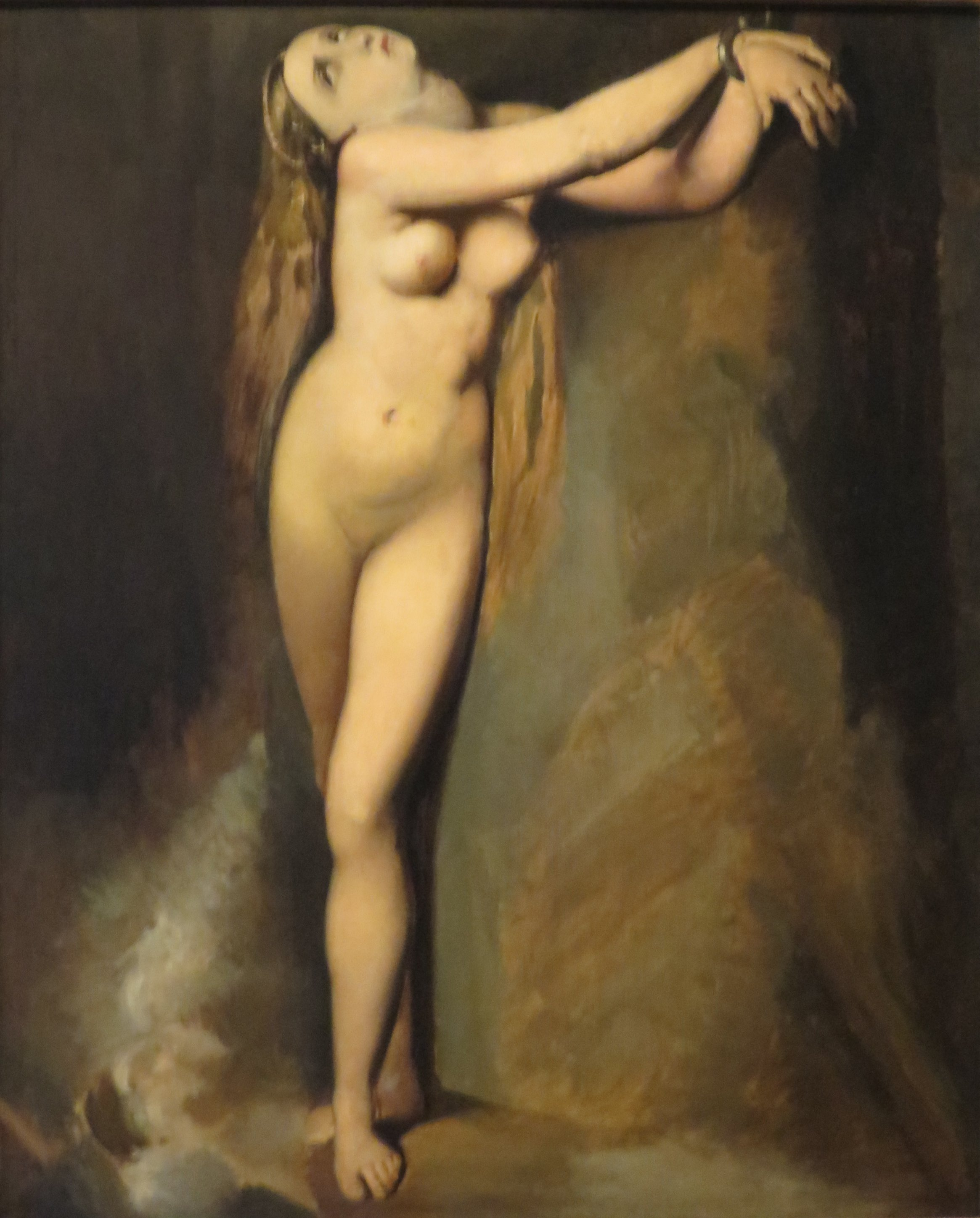
Georges Seurat: Angelica (według Ingres’a), 1878